# 平川尚子
平川 尚子（ひらかわ なおこ、1973年5月30日 - ）は、九州朝日放送（KBC）のアナウンサー。福岡県柳川市出身。

## 現在の担当番組
テレビ
- Touch（2021年10月4日から月曜 - 金曜担当。同年9月29日までは原則月曜・水曜担当）
- とっても健康らんど
  - 番組ナレーターを務めたほかとっても健康娘、とっても健康ママとして健康診断を受けさせられたこともある。
- KBCニュース
- 地元応援live Wish+（2022年4月 - ）- 進行MC

ラジオ
- 小林徹夫のアサデス。ラジオ - 月・火パートナー
- 中村しぇんしぇ～の好いと～と糸島
- KBC朝日新聞ニュース（不定期）
- サタモニ5（不定期)
- Dr深堀のラジオde診察室（後輩アナウンサーの山崎萌絵、松下由依とそれぞれローテーション（2週担当した後入れ替え)にて出演）

## 過去の担当番組
テレビ
- ドォーモ
- 気ままにLB
  - 前任者の濱田しのぶが妊娠もあり退社したことに伴い、2007年4月より担当。
- アサデス。九州・山口（レポーター）
- 元気!吉本ときめきハイスクール劇場
- ケイコとマナブTV（ナレーション）
- G0!G0!ロボカップ
- アサデス。KBC(ニュースここ大事 木・金)

ラジオ
- ゴリソン（月・火）
- 久留米オン・マイ・マインド
- 中村もときの通勤ラジオ（水 - 金）
- 第57回福岡国際マラソン選手権大会・第87回日本陸上競技選手権大会男子マラソン・アテネオリンピック代表選手選考競技会（監督室・実況、2003年12月7日）
- 川上鴻一郎 本の気持ちです（2002年）- 水曜 - 金曜